# 椎名ゆかり
椎名 ゆかり（しいな ゆかり）は、日本の翻訳者、出版エージェント。女性。

## 来歴
2003年12月、アメリカボーリング・グリーン州立大学大学院ポピュラー・カルチャー（大学院の紹介、英文）修士課程修了。アニメ制作プロダクションを経て、フリーランスの翻訳者となる。主に海外の漫画家による英語作品を日本語に翻訳し、紹介している。
2011年4月より文化庁文化部芸術文化課支援推進室研究補佐員。文化庁では漫画の研究を担当している。
講談社の雑誌『モーニング』の『モーニング国際新人漫画賞』で審査員を務めるほか、フェリーペ・スミスの出版エージェントを担当し、スミスによる漫画『ピポチュー』の日本での出版に尽力した。

## 作品リスト

### 評論
以下は、椎名がメディアに寄稿した評論である。
- 椎名ゆかり、講談社（編）、2006、「アメリカで日本のマンガの未来は明るいか」、『コミック・ファウスト』、講談社 ISBN 978-4063788082
- 椎名ゆかり、青土社（編）、2007、「アメリカでのBLマンガ人気」、『ユリイカ（別冊2007年12月臨時増刊号）BL（ボーイズラブ）スタディーズ』、青土社 ISBN 978-4791701728
- “文化輸出品としてのマンガ―北米のマンガ事情―第1回　北米市場規模と現在の状況”.   アニメ!アニメ!ビズ. 2012年3月8日閲覧。
- “文化輸出品としてのマンガ―北米のマンガ事情―第2回　北米でmangaは何を指しているのか”.   アニメ!アニメ!ビズ. 2012年3月8日閲覧。
- “文化輸出品としてのマンガ―北米のマンガ事情―第3回　2010年　北米マンガ業界10大ニュース”.   アニメ!アニメ!ビズ. 2012年3月8日閲覧。
- “文化輸出品としてのマンガ―北米のマンガ事情―第4回　辰巳ヨシヒロの『劇画漂流』のプロモーションについて考える”.   アニメ!アニメ!ビズ. 2012年3月8日閲覧。
- “文化輸出品としてのマンガ―北米のマンガ事情―第5回　アメリカmanga市場における固有の文脈”.   アニメ!アニメ!ビズ. 2012年3月8日閲覧。
- “北米マンガ事情第6回　TOKYOPOPの北米manga事業撤退”.   アニメ!アニメ!ビズ. 2012年3月8日閲覧。
- “北米マンガ事情第7回　内向きに閉じた日本のマンガ市場―アイズナー賞授賞式に出席して”.   アニメ!アニメ!ビズ. 2012年3月8日閲覧。
- “北米マンガ事情第8回　北米のマンガブームのきっかけ”.   アニメ!アニメ!ビズ. 2012年3月8日閲覧。
- “北米マンガ事情第9回　北米でオリジナル作品を発表するMANGA家たち”.   アニメ!アニメ!ビズ. 2012年3月8日閲覧。
- “北米のマンガ事情第10回　『セーラームーン』が北米でなぜ今売れているのか。”.   アニメ!アニメ!ビズ. 2012年3月8日閲覧。

### 翻訳
以下は椎名が翻訳を担当した論文である。
- フレデリック・Ｌ・ショット 著「北米におけるクール・ジャパン」、一橋大学イノベーション研究センター 編『一橋ビジネスレビュー2010冬号（58巻3号）―検証・Cool Japan』東洋経済新報社、2010年。ISBN 978-4492820469。
- イアン・コンドリー 著「暗黒エネルギー　コピーライト・ウォーズについてファンサブが明らかにするもの」、一橋大学イノベーション研究センター 編『一橋ビジネスレビュー2010冬号（58巻3号）―検証・Cool Japan』東洋経済新報社、2010年。ISBN 978-4492820469。

### 単行本
海外漫画家による作品。椎名が翻訳を担当した。
- スミス, フェリーペ『PEEPO CHOO ピポチュー（1）』講談社、2009年。ISBN 978-4063727944。
- スミス, フェリーペ『PEEPO CHOO ピポチュー（2）』講談社、2009年。ISBN 978-4063728286。
- スミス, フェリーペ『PEEPO CHOO ピポチュー（3）』講談社、2009年。ISBN 978-4063729023。
- ギャラガー, フレッド『メガトーキョー（1）』講談社、2009年。ISBN 978-4062836609。
- ベクダル, アリソン『ファン・ホーム―ある家族の悲喜劇―』小学館集英社プロダクション、2011年。ISBN 978-4796870856。
- リュー, マージョリー、タケダ, サナ『モンストレス vol. 1 Awakening』誠文堂新光社G-NOVELS、2017年。ISBN 9784416617731。
- リュー, マージョリー、タケダ, サナ『モンストレス vol. 2 The Blood』誠文堂新光社G-NOVELS、2018年。ISBN 9784416618608。
- ジェイムス, オリヴィア『ナンシー いいね！が欲しくてたまらない私たちの日々』DU BOOKS、2020年。ISBN 978-4-86647-121-1。